# Hanyue Fazang
Hanyue Fazang (chiń. 漢月法藏, pinyin Hànyuè Fǎzāng; kor. 한월법장 Hanwŏl Pŏpchang; jap. Kangetsu Hōzō; wiet. Hán Nguyệt Pháp Tàng; ur. 1573, zm. 1635) – chiński mistrz chan z odgałęzienia yangqi szkoły linji, poeta. Znany także jako Hanyue Sanfeng. Był też mistrzem Winai oraz rytuałów ezoterycznych.

## Życiorys
Urodził się w rodzinie intelektualistów w Wuxi. W wieku 9 lat postanowił wstąpić do zakonu buddyjskiego po przeczytaniu eseju Zhuhonga o uwalnianiu zwierząt. W wieku 15 lat został nowicjuszem w lokalnym klasztorze Deqing. W wieku 23 lat był już szeroko znanym mnichem, mającym olbrzymią wiedzę o klasyce konfucjańskiej oraz o Winai, którą zaczął studiować w wieku 29 lat. Wiadomo także, że zajmował się rytuałami buddyzmu ezoterycznego. W wieku 28 lat zorientował się, że studiowanie klasyki konfucjańskiej nigdy nie doprowadzi go do oświecenia. Od tej pory całkowicie poświęcił się praktyce medytacji i studiowaniu u znanych mistrzów buddyjskich.
Jako mistrz Winai był uczniem mistrza Guxina Ruxina (1541–1615). Propagował tzw. Potrójną Platformę Ordynacyjną, która była stosunkowo często wykonywana również w klasztorach chan.
Jego myśl ukształtowała się pod wpływem dwóch wczesnych mistrzów chan: Juefana Huihonga (1071–1128) i Gaofenga Yuanmiao (1238–1295). Jego „samotne ograniczenie” (chiń. biguan) jest imitacją praktyki Gaofenga. Z kolei dzieło Juefana Linji zongzhi (Zasada szkoły Linji), które skupia się na mistrza chan Fenyanga Shanzhao (947–1024) opracowaniu nauk mistrza Linji Yixuana o „trzech tajemnicach i trzech zasadach”, bezpośrednio zainspirowało Hanyuego do sformułowania jego poglądów o zasadach. Inna praca na ten sam temat – Zhizheng zhuan (Pisma o mądrości i urzeczywistnieniu) także mistrza Juefana – była ulubionym tekstem do nauczania. Przeczytał ten tekst w 1616 roku i natychmiast zaczął go używać w nauczaniu swoich uczniów.
Swoje pierwsze doświadczenie oświecenia przeżył w 1613 roku podczas intensywnego 100-dniowego samotnego odosobnienia medytacyjnego (chiń. biguan). Miał wtedy 40 lat. W tym czasie był już sławny, nawet tak znani intelektualiści jak Qianyi Qian prowadzili z nim rozmowy na tematy duchowe. Konfucjańscy uczeni, tacy jak np. Xiancheng Gu (1550–1612) i Yiben Qian (1539–1610), którzy należeli do politycznego kręgu szkoły Donglin, podziwiali go.
Podczas pobytu na górze Yushan w Suzhou przyciągnął do klasztoru dużą liczbę intelektualistów.
Jednym z jego unikalnych wkładów do historii chanu, był podział buddyzmu chan na Chan patriarchalny (chiń. zushi chan) i Chan Tathagaty (chiń. Rulai chan). Hanyue wskrzesił ten dawny, bo powstały w czasach Huinenga temat, i użył go jako polemicznego narzędzia, aby wypromować swoje zrozumienie buddyzmu chan. Jak powiedział:
| Kontemplacja chan ceni najpierw określenie chanu patriarchów i chanu tathagaty. Chan patriarchów przekracza dziesięć krain Dharmy bez popadnięcia do rangi Tathagaty. Dlatego jest nazywany „poza ramą” (chiń. chuge). |

Hanyue po raz pierwszy spotkał mistrza Miyuna Yuanwu w 1624 roku w klasztorze Jinsu. Hanyue miał wtedy 52 lata i był dużo bardziej znany od Miyuna, co ich relacje uczyniło mało harmonijnymi, bowiem dzieliło ich także podstawowe rozumienie nauk mistrza Linji. Ponieważ jego poglądy na temat chanu i praktyki różniły się od poglądów Miyuna Yuanwu, przyjął przekaz Dharmy od niego w latach 30. XVII wieku dość niechętnie. Doszło między nimi do pierwszej XVII-wiecznej kontrowersji. Gdy Miyun wprowadził do chanu uderzenia i okrzyki w latach 20. XVII wieku, Hanyue zaczął podważać mistrza interpretację chanu linji. Uważał, iż doświadczenie oświecenia powinno być raczej przedmiotem uwierzytelnienia przez „zasadę” (chiń. zongzhi) nauk Linji Yixuana, a nie przez uderzenia i okrzyki. W 100 lat później, bo w roku 1733, cesarz Yongzheng (雍正, pan. 1722-1735) ostatecznie rozwiązał dyskusję na ten temat opowiadając się w swoim dziele Jianmo bianyi lu (揀魔辨異錄; Księga selekcji demonów i rozróżniania herezji) po stronie mistrza Miyuna. Spowodowało to zdelegalizowanie linii przekazu Hanyuego i jej członkowie nie mogli piastować stanowisk opatów. Dopiero po śmierci cesarza w 1735 roku linia została uprawomocniona i przetrwała do lat 40. XX wieku.
Jego linia przekazu rozrastała się. Najwybitniejszym uczniem był Jiqi Hongchu (1605–1672). Cechą charakterystyczną tej linii była wielka liczba kobiet, które zostały mistrzyniami chan.
Mistrz chan Hanyue Fazang zmarł w 1635 roku.

## Prace literackie
- Hongjie fayi (Rytuał i procedura dla szerzenia ordynacji)
- Zhizheng zhuan tiyu (Sugestie i uwagi o „Zhizheng zhuan”) – praca ta powstała w 1620 roku z wykładów mistrza zanotowanych przez jego uczniów i przez nich wydana.
- Sanfeng Zang heshang yulu (Zapisane wypowiedzi czcigodnego mnicha Sanfenga Zanga)

## Linia przekazu Dharmy zen
Pierwsza liczba oznacza liczbę pokoleń mistrzów od 1 Patriarchy indyjskiego Mahakaśjapy.
Druga liczba oznacza liczbę pokoleń od 28/1 Bodhidharmy, 28 Patriarchy Indii i 1 Patriarchy Chin.
Trzecia liczba oznacza początek nowej linii przekazu w danym kraju.
- 39/29. Huanyou Zhengchuan (1549–1614)
  - 40/30. Xuejiao Yuanxin postanowił zrekreować szkołę yunmen
  - 40/30. Tianyin Yuanxiu (1575–1635)
    - 41/31. Ruo’an Tongwen (1604–1655)
    - 41/31. Shanci Tongji (1608–1645)
    - 41/31. Yulin Tongxiu (1614–1675)
      - 42/32. Maoxi Xingsen (1614–1677)
      - 42/32. Baisong Xingfeng (1612–1674)
      - 42/32.
        - 43/33. Meng’an Chaoge (1639–1708)
          - 44/34. Jialing Xingyin (1671–1726)

  - 40/30. Miyun Yuanwu (1566–1642) 12 spadkobierców
    - 41/31. Shiche Tongsheng (1593–1638) 3 spadkobierców
      - 42/32. Xigan Xingyuan (1609–1679)
      - 42/32. Qiyuan Xinggang (1597–1654) mistrzyni chan, 7 spadkobierczyń
        - 43/33. Yikui Chaochen (1625–1679) mistrzyni chan

    - 41/31. Chaozong Tongren (1604–1648)
    - 41/31. Muyun Tongmen (1599–1671
    - 41/31. Poshan Haiming (1577–1666)
      - 42/32. Zhangrue Tongzui (1610–1693)

    - 41/31. Hanyue Fazang (1573–1635)
      - 42/32. Tanji Hongren (1599–1638)
      - 42/32. Jiqi Hongchu (1605–1672)
        - 43/33. Baochi Jizong (ur. 1606) mistrzyni chan
        - 43/33. Zukui Jifu mistrzyni chan
        - 43/33. Renfeng Jiyin (bd) mistrzyni chan
        - 43/33. Jiyin Xiangyu (bd)

      - 42/32. Liu Daozhen (bd)
      - 42/32. Dingmu Hongche (1588–1648))
      - 42/32. Jude Hongli (1600–1667)
        - 43/33. Huishan Jiexian (1610–1672)
        - 43/33. Bo’an Zhengzhi (1599–1676) (Xiong Kaiyuan)

    - 41/31. Muchen Daomin (1596–1674)
      - 42/32. Yuan’an Benli (1622–1682)
        - 43/32. Gulu Fan (bd)
          - 44/34. Ziyong Chengru (ur. ok. 1645) mistrzyni chan

      - 42/32. Shouzun Yuanzhao (1647–1729)
        - 43/33/1. Wietnam tradycja Nguyên Thiều w ramach szkoły lâm tế (czyli linji)

    - 41/31. Wanru Tongwei (1594–1657)
      - 42/32. Jizong Xingche (ur. 1606) mistrzyni chan
        - 42/33. Renhua Fa (bd) mistrzyni chan

    - 41/31. Feiyin Tongrong (1593–1661) 64 spadkobierców
      - 42/32. Hanpu Xingcong (1610–1666)
      - 42/32. Baichi Xingyuan (1611–1662)
      - 42/32. Shujian Huihai (bd)
      - 42/32. Gengxin Xingmi (bd)
        - 43/33. Daozhe Chaoyuan (1602–1662) Japonia, Nagasaki.
          - 44/34/1. Bankei Yōtaku (1622–1793) był jego uczniem przez rok, otrzymał nawet inka, ale nie został jego spadkobiercą

      - 42/32. Yinyuan Longqi (1592–1673) szkoła ōbaku
        - 43/33. Yelan Xinggue (1613–1651)
        - 43/33. Yiran Xingrong (1601–1668)
        - 43/33. Huimen Rupei (1615–1664)

    - 41/31. Shiqi Tongyun (1594–1663)
      - 42/32. Weiji Xingzhi (zm. 1672) mistrzyni chan
        - 43/33. Jingnuo Chaoyue (bd) mistrzyni chan